# Скорцень (Прахова)
Скорцень, Скорцені (рум. Scorțeni) — село у повіті Прахова в Румунії. Адміністративний центр комуни Скорцень.
Село розташоване на відстані 75 км на північ від Бухареста, 22 км на північний захід від Плоєшті, 65 км на південь від Брашова.

## Населення
За даними перепису населення 2002 року у селі проживали 1540 осіб, з них 1539 осіб (99,9%) румунів. Рідною мовою 1539 осіб (99,9%) назвали румунську.